# III. Bereniké
III. Bereniké (Βερενίκη, i. e. 91–88 között Kleopátra, a modern szakirodalomban néhol Kleopátra Bereniké; i. e. 115/114 – Alexandria, i. e. 80 áprilisa) a ptolemaida kori Egyiptom királynője. Trónra lépése előtt, i. e. 101–88 között X. Ptolemaiosz felesége, esetleg társuralkodója volt.

## Élete
Apja IX. Ptolemaiosz, aki i. e. 116-ban Egyiptom uralkodója lett anyjával, III. Kleopátrával együtt, aki a dominánsabb volt kettejük közül. Ptolemaiosz először egyik testvérét, IV. Kleopátrát vette feleségül, anyja azonban rákényszerítette, hogy váljon el tőle és egy másik testvérét, Kleopátra Szelenét vegye feleségül. Erre valószínűleg i. e. 115 elején került sor. Nem tudni, melyikük volt Bereniké anyja. A modern kori tudósok közül többen IV. Kleopátrát tartják valószínűbbnek, Christopher Bennett azonban megjegyzi, hogy fivéreitől, XII. Ptolemaiosztól és Ciprusi Ptolemaiosztól eltérően Bereniké törvényes voltát sehol nem vonják kétségbe az ókori történészek, és mivel IX. Ptolemaiosznak a IV. Kleopátrával kötött házasságát tartották törvénytelennek, valószínűbb, hogy Bereniké a törvényesnek tartott feleség, Kleopátra Szelené gyermeke. Ebben az esetben valószínűleg i. e. 115 végén vagy 114 elején született.
IX. Ptolemaiosz és anyja között végül viszály tört ki. III. Kleopátra i. e. 107-ben felszította az alexandriaiakat fia ellen, és Ptolemaiosz kénytelen volt Ciprusra menekülni, Berenikét és fivéreit pedig Alexandriában hagyta. Kleopátra ekkor kisebbik fiát, a könnyebben irányítható X. Ptolemaiosz Alexandroszt ültette a trónra. X. Ptolemaiosz feleségül vette Bereniké feltételezett anyját, Kleopátra Szelenét, így a hétéves Bereniké mostohaapja lett. Valószínűleg az ő fiuk a későbbi XI. Ptolemaiosz. I. e. 103 körül azonban III. Kleopátra rákényszerítette a házaspárt a válásra, hogy Kleopátra Szelené hozzámehessen VIII. Antiokhosz szeleukida uralkodóhoz.

## Társuralkodása X. Ptolemaiosszal (i. e. 101-88)

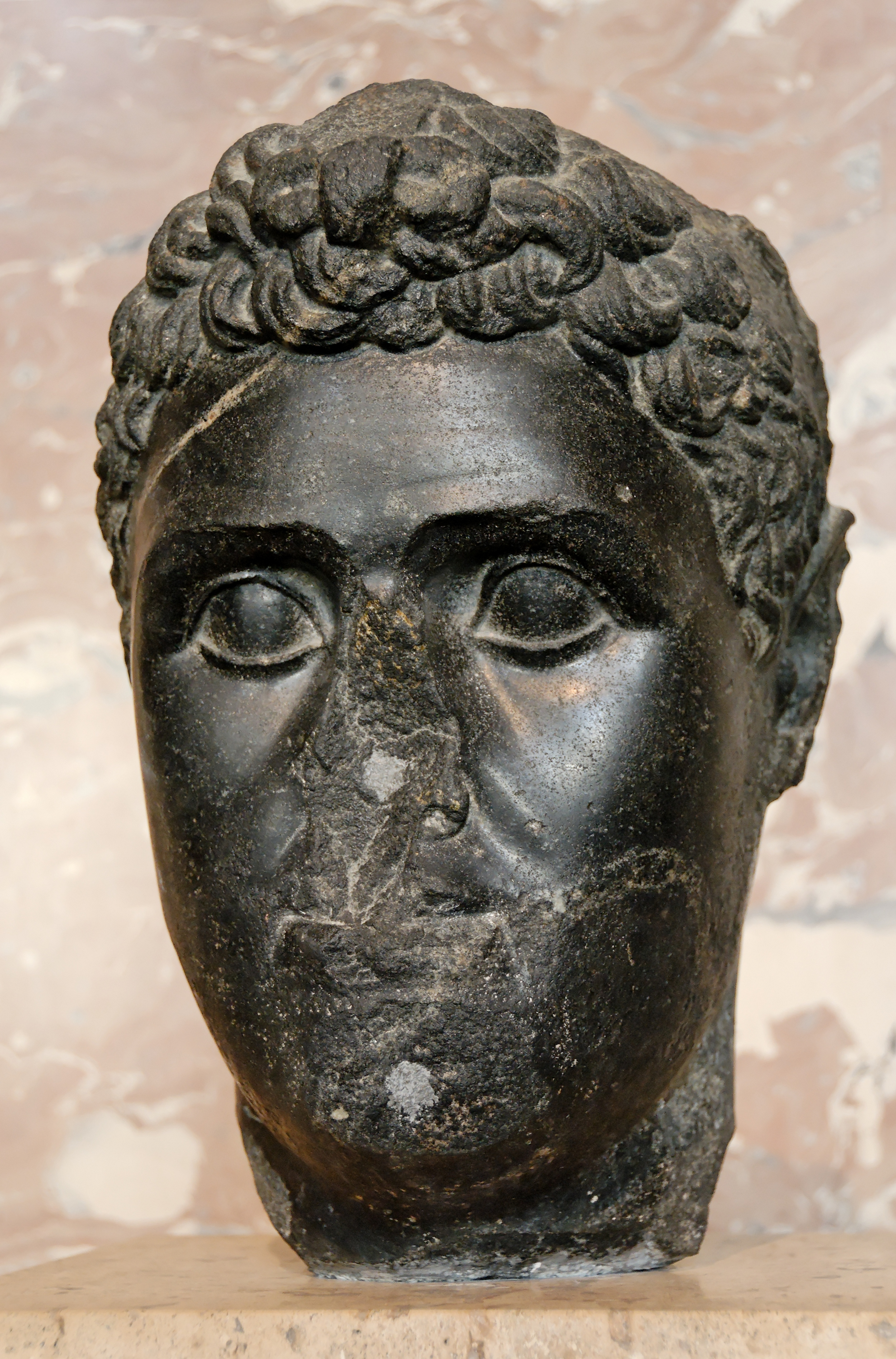
X. Ptolemaiosz Alexandrosz bazalt mellszobra

X. Ptolemaiosz i. e. 101-ben megölette anyját, majd nem sokkal később feleségül vette és társuralkodóvá tette a tizenhárom éves Berenikét. Közös kultuszukban Theoi Philadelphoi („Testvérszerető istenek”) volt a nevük. I. e. 91-ben lázadás tört ki Felső-Egyiptomban. Ez már a harmadik olyan felkelés volt a régióban, amelyet őslakos egyiptomiak vívtak a makedón uralkodók ellen, Horwennefer i. e. 205–185 közti, valamint Harsziésze i. e. 131–130 közti felkelését követően. Nem tudni, ki volt a felkelés vezetője, és hogy ő is fáraói címet követelt-e magának, mint az előzőek. A felkelők elfoglalták Thébát, ahol a helyi papság is támogatta őket, erőik megjelentek Esznában és Pathüriszben is. A felkelés azzal járt, hogy a ptolemaidák elvesztették a kapcsolatot Alsó-Núbiával, Meroé pedig elfoglalta a területet és egészen a római korig tartotta.
88 májusa körül Alexandria népe Ptolemaiosz ellen fordult, és elűzte a királyt. A város népe ezután visszahívta az elűzött IX. Ptolemaioszt, ő pedig vissza is tért és elfoglalta trónját. Bereniké elkísérte férjét a száműzetésbe. Tengeri haderőt gyűjtöttek, hogy visszafoglalják az országot, de elvesztették a csatát. X. Ptolemaiosz Müránál újabb sereget gyűjtött, és megtámadta Ciprust, ahol elesett. Bereniké valamikor X. Ptolemaiosz halála után, de még i. e. 81 előtt visszatért Egyiptomba; pontosan nem tudni, mikor.

## Egyeduralkodóként (i. e. 81–80)
I. e. 81. augusztus 5-én IX. Ptolemaiosz megtette társuralkodóvá III. Berenikét. Egyes források szerint erre már IX. Ptolemaiosz második uralkodása elején, i. e. 88-ban sor került, de minden bizonyíték arra utal, hogy i. e. 81-ig egyedül uralkodott. Ptolemaiosz nem sokkal később, talán még az év decemberében meghalt, így Bereniké egyedül maradt uralkodó. Ekkor ismét bekerült a dinasztikus kultuszba, Thea Philopator („Apját szerető istennő”) néven, utalásként arra, hogy apjától örökölte hatalmát.
Pár hónap uralkodás után Bereniké visszahívta Rómából féltestvérét és egyben mostohafiát, XI. Ptolemaioszt, hogy legyen a társuralkodója és férje. Appianus szerint erre Sulla kívánságára volt szükség; a római dictator azt remélte, XI. Ptolemaiosz könnyen irányítható klienskirály lesz. Ptolemaioszt i. e. 80. április 3-án koronázták királlyá, és pár nappal később meggyilkoltatta Berenikét. Alexandria népe fellázadt a népszerű királynő halála miatt; Ptolemaioszt sarokba szorították a gümnaszionban, és megölték. A trón ezután XII. Ptolemaioszra szállt, aki IX. Ptolemaiosz törvénytelen fia, Bereniké féltestvére volt.
Händel operát írt a királynőről Bereniké címmel.

## Fordítás
- Ez a szócikk részben vagy egészben  a   Berenice III of Egypt című angol Wikipédia-szócikk ezen változatának fordításán alapul.  Az eredeti cikk szerkesztőit annak laptörténete sorolja fel. Ez a jelzés csupán a megfogalmazás eredetét és a szerzői jogokat jelzi, nem szolgál a cikkben szereplő információk forrásmegjelöléseként.